# 黃天龍
黃天龍，曾任香港大埔區區議員，是民主民權網絡成員。
在2003年香港區議會選舉，黃在大埔頌汀選區以1,424票，擊敗得到1,094票、爭取連任的梁和平， 首次成為區議員。黃在2007年放棄競逐連任。
2006年中，黃被廉政公署起訴一項欺詐罪，指他於2005年2月向大埔區議會秘書處申請營運開支津貼時涉嫌意圖詐騙，在申請表訛稱他聘用的助理並非有關區議會指引所指的親屬，而該助理其實是黃的未婚妻。按照指引，區議員如聘用親屬（包括未婚妻）為助理，該職員的薪金支出不能獲得津貼。 黃後來被法院裁定罪名不成立，裁判官指「未婚夫妻」無明確法律定義或認可，不應被視為親屬，指引把「未婚夫妻」列為親屬乃不合情理，且指引也沒有明確為「未婚夫妻」下定義。

## 區議會公職
大埔區議會議員

文娛康體委員會委員

社會服務委員會委員

交通及運輸委員會委員
| 前任： 梁和平 | 大埔區議會頌汀選區 2004年—2007年 | 繼任： 譚榮勳 |